# 크림 치즈
크림 치즈(영어: cream cheese)는 부드럽고 가벼운 맛을 가진 치즈이다. 지방 함량이 다른 치즈들보다 높은 편이다. 로커스트콩검이나 캐라지난과 같은 점성을 높여주는 식재료 또한 추가된다.
미국 식품의약국에서는 유제품을 적어도 33% 이상의 유지방과 55% 미만의 수분, 그리고 4.4에서 4.9 사이의 수소 이온 농도를 충족하는 식품으로 정의하고 있는데 대부분의 크림 치즈가 이 기준에 딱 들어맞는다. 다른 나라에서는 다르게 정의되기도 하며 더 많은 지방 함량을 요구하기도 한다.
많은 사람들이 크림 치즈를 숙성시키지 않고 바로 소비하기 때문에 크림 치즈는 브리나 뇌샤텔 치즈 등의 다른 치즈와 다르다. 크림 치즈는 소비 시기의 차이 뿐만 아니라 맛이나 질감, 생산 과정에서도 다른 치즈들과 확연히 차이가 나며 마스카르포네나 부르생 치즈 또한 크림 치즈와 다른 점이 많다.
크림치즈는 주로 빵, 베이글, 크래커 등에 발라 먹으며 샐러드, 요거트와 함께 즐기기도 한다.

## 시작

### 유럽
가장 이른 시기에 만들어진 크림 치즈의 원형은 1583년 초에 잉글랜드에서 처음 등장했다. 그 후 1651년에 프랑스에서도 크림 치즈가 등장했으며 크림 치즈에 대한 첫 번째 레시피는 1754년 말에 출판되었다.
지금의 크림치즈는 1872년에 낙농업자 윌리엄 로렌스가 Neufchatel이라는 프랑스 치즈를 만들다 실수로 발명되었다. 1880년에 윌리엄 로렌스는 발명된 크림 치즈를 통한 사업을 확장시키기 시작했고 이 때부터 크림치즈는 필라델피아 크림치즈라고 불리기 시작했다.

## 같이 보기
- 브리
- 마스카르포네
- 캐라지난
- 잉글랜드 요리